# Кокша (приток Волги)
Кокша — река в Тверской области России, протекает по территории Ржевского района. Устье реки находится в 3295 км по левому берегу реки Волги. Длина реки составляет 36 км, площадь водосборного бассейна — 186 км².

## Данные водного реестра
По данным государственного водного реестра России относится к Верхневолжскому бассейновому округу, водохозяйственный участок реки — Волга от Верхневолжского бейшлота до города Зубцов, без реки Вазуза от истока до Зубцовского гидроузла, речной подбассейн реки — бассейны притоков (Верхней) Волги до Рыбинского водохранилища. Речной бассейн реки — (Верхняя) Волга до Куйбышевского водохранилища (без бассейна Оки).
По данным геоинформационной системы водохозяйственного районирования территории РФ, подготовленной Федеральным агентством водных ресурсов:
- Код водного объекта в государственном водном реестре — 08010100412110000000762
- Код по гидрологической изученности (ГИ) — 110000076
- Код бассейна — 08.01.01.004
- Номер тома по ГИ — 10
- Выпуск по ГИ — 0

### Притоки (км от устья)
- 8 км: река Городня (пр)
- 15 км: река Десна (лв)